# Aperitif
För tidskriften, se Apéritif

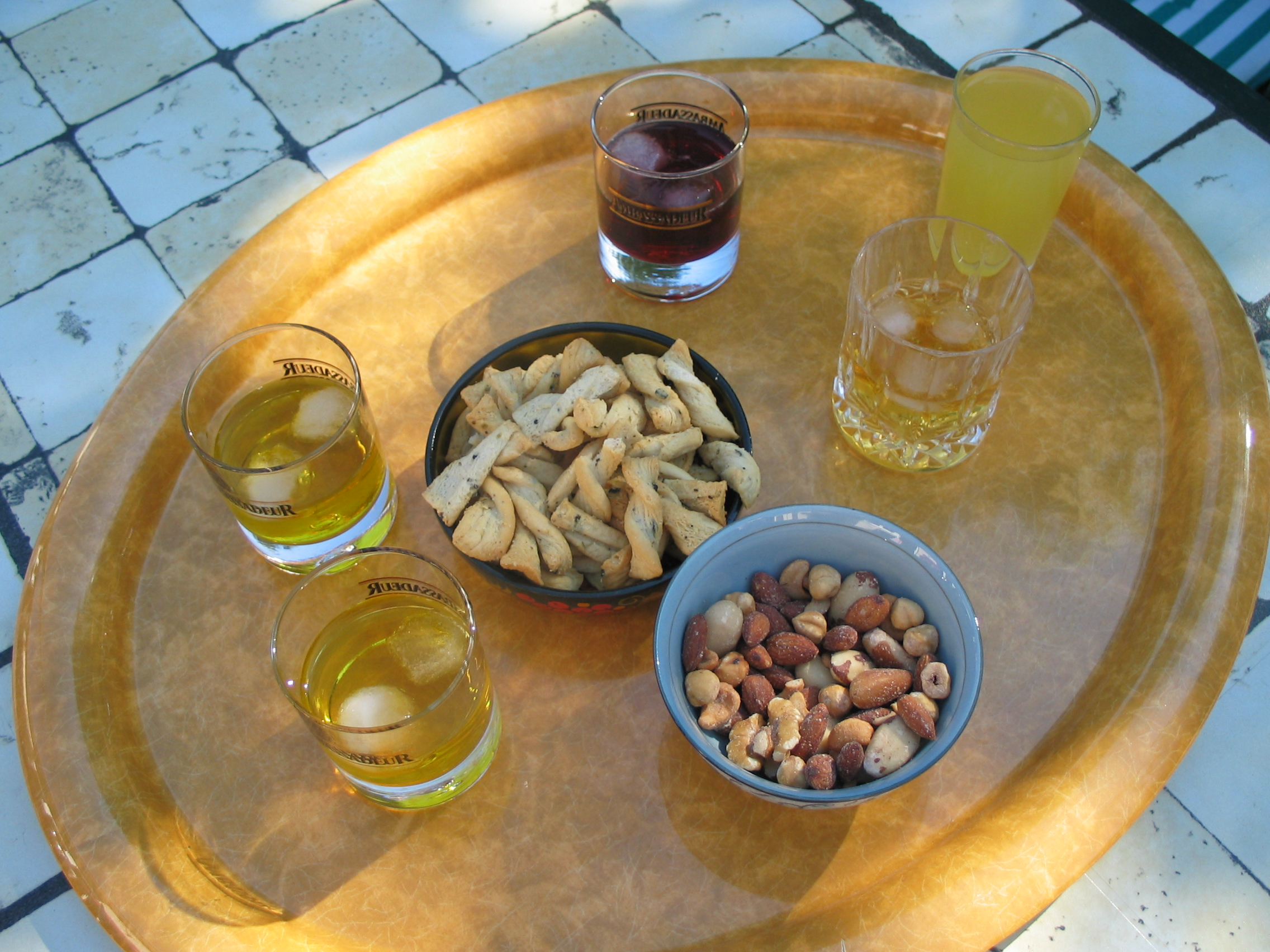
Apéritif

Aperitif är en drink som används som aptitretare och serveras före maten för att förhöja dess behag. Ordet kommer direkt från franskans apéritif, men kan ursprungligen härledas till latinets aperire - att öppna.

## Apéritif jämfört med aperitivo
Med det franska uttrycket apéritif (mer familjärt apéro) menas endast drycken som serveras före en middag, vilken dock kan serveras tillsammans med något tilltugg (på franska amuse-geules). I Italien däremot betecknar en aperitivo både drycken samt tilltugget och inte sällan även en del av förrätten (antipasto). På så sätt kan italienskans uttryck ligga närmare engelskans appetizer och franskans hors-d'œuvre.

## Aperitif jämfört med digestif
I Frankrike serverar man efter maten digestif som antingen är en sötare dryck (såsom likörer eller söta viner) eller en betydligt starkare (såsom eau de vie). Detta för att hjälpa matsmältningen.

## Exempel
Några exempel på vad som kan passa som aperitif är
- Starka spritdrycker (ca 40%)
  - Whisky, bourbon
- Lättare spritdrycker (16% och mer)
  - Vermouth, Campari
- Mousserande viner
  - Champagne, prosecco
- Vindrinkar
  - Kir, sangria
- Svaga alkoholdrycker (avnjuts främst under varma sommardagar)
  - Utspädd pastis, cider eller öl
- Alkoholfria drycker
  - Frukt- eller grönsaksjuicer (såsom tomatjuice), mineralvatten